# Kostel svatého Jiří (Třebom)
Kostel svatého Jiří v Třebomi je římskokatolický kostel zasvěcený sv. Jiří. Je farním kostelem farnosti Třebom.

## Historie
Zděný chrám byl zbudován mezi lety 1781–1785 v pozdně barokním stylu z iniciativy Řádu německých rytířů, kterému v té době Třebom patřila. Mezi lety 2011–2012 prošel kostel postupnou obnovou venkovní fasády, interiéru i veškeré elektroinstalace. Roku 2014 bylo vyměněno srdce věžního zvonu, které prasklo.

## Vzhled
Ke kostelu přiléhá věž, na které jsou věžní hodiny. Uvnitř věže je zavěšen zvon. Chrám je orientován k severovýchodu.

### Interiér
Pod věží se nachází malá předsíň. V zadní části kostela je kůr s varhanami z roku 1934. Kromě hlavního oltáře se uvnitř kostela nacházejí také dva boční oltáře. Vedle presbytáře je sakristie.

### Zvony míru a pokoje pro Evropu
Iniciátorem projektu Zvony míru a pokoje pro Evropu byl Gebhard Fürst, biskup německé diecéze rottenbursko-stuttgartské, který nechal prověřit původ všech zvonů v 1200 farnostech jeho církevního obvodu. V sobotu 13. dubna 2024 byl v ostravské katedrále Božského Spasitele zástupcům obce a třebomské farnosti předán zvon, který byl nalezen ve zvonici kostela svatého Petra v Tübingenu-Lustnau pochází z roku 1511, jeho hmotnost je 590 kg, má průměr 0,97 m, ladění A1.
Do věže  kostela svatého Petra v Tübingenu-Lustnau byl zavěšen nový zvon se stejným laděním, který byl ulit zvonařstvím Bachert. Na nových zvonech, které byly ulity v souvislosti projektu Zvony míru, je reliéf se dvěma setkávajícími holubicemi a olivovou ratolestí nad zářícím věncem s nápisem:„EXORO RECONCILIATIONEM ET PACEM IN EVROPA PER DOMINVM NOSTRVM IESVM CHRISTVM PRINCIPEM PACIS“ (česky Prosím o usmíření a mír v Evropě skrze našeho pána Ježíše Krista, knížete míru).

## Okolí
V areálu kostela je hřbitov s márnicí a kaplí. Před vstupem do chrámu se nachází kamenný kříž z roku 1877, který byl v roce 2020 obnoven. Zboku kostela také stojí dřevěný misijní kříž.

## Galerie

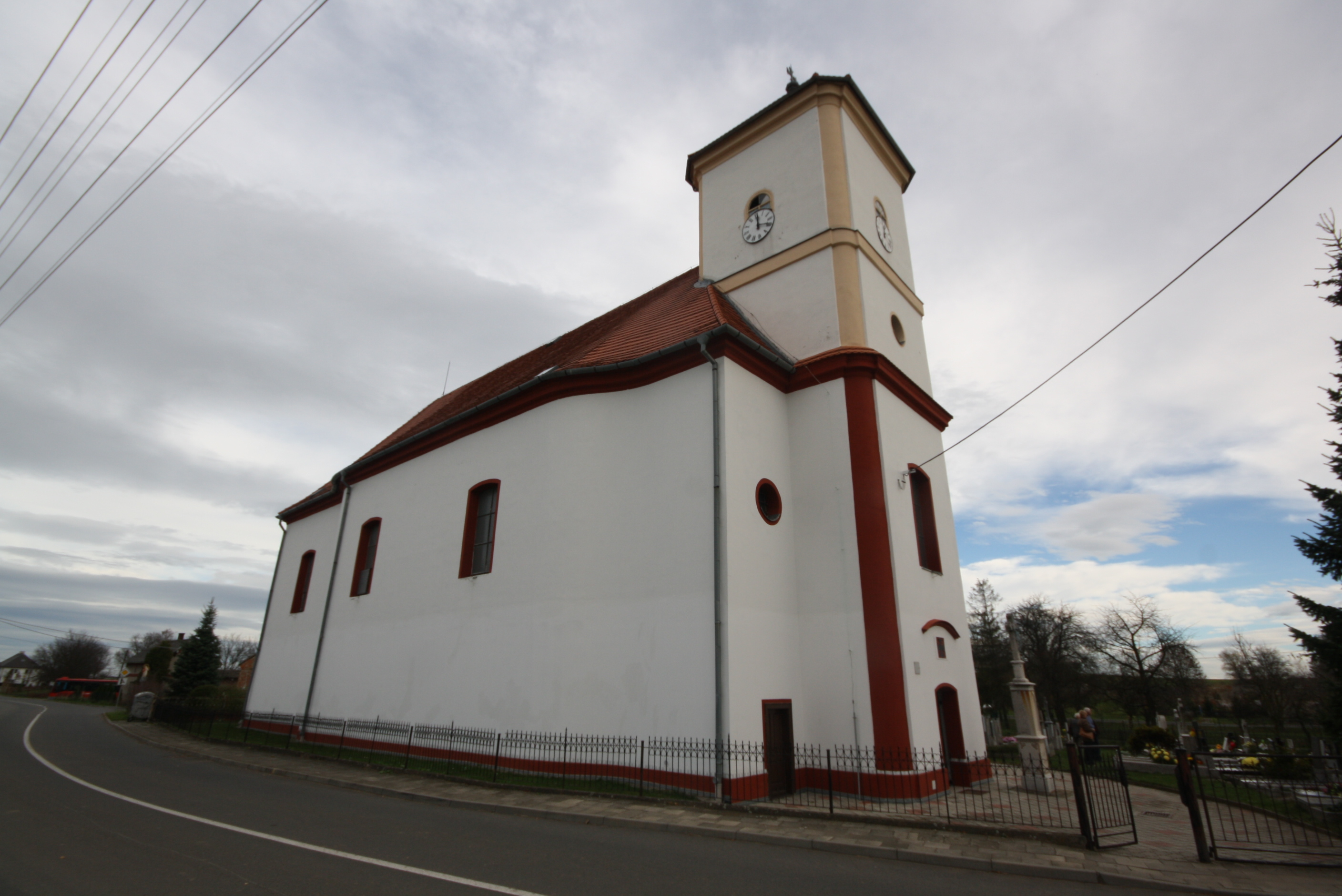
Pohled od silnice
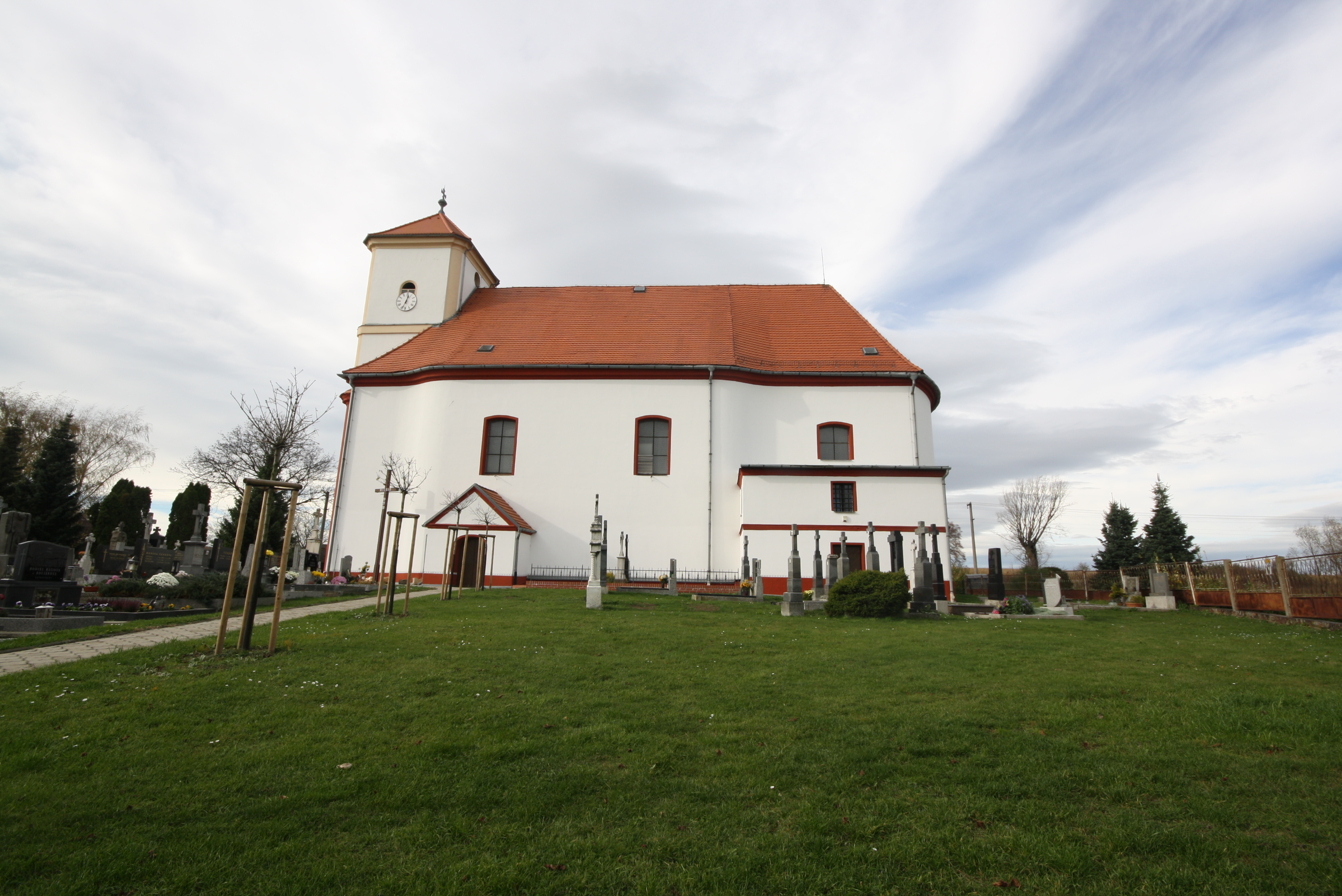
Pohled od hřbitova
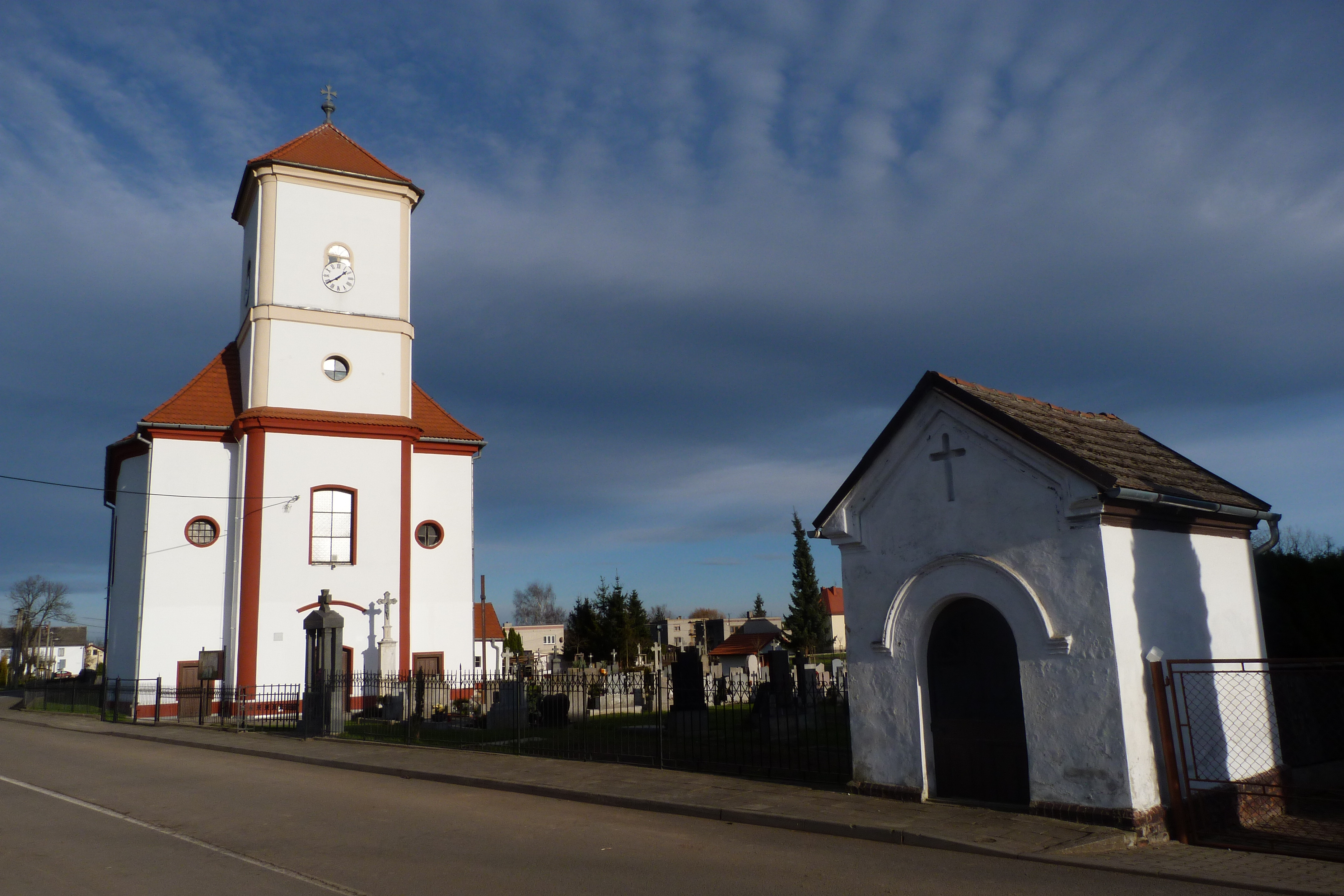
Pohled na kostel (v popředí hřbitovní kaple)
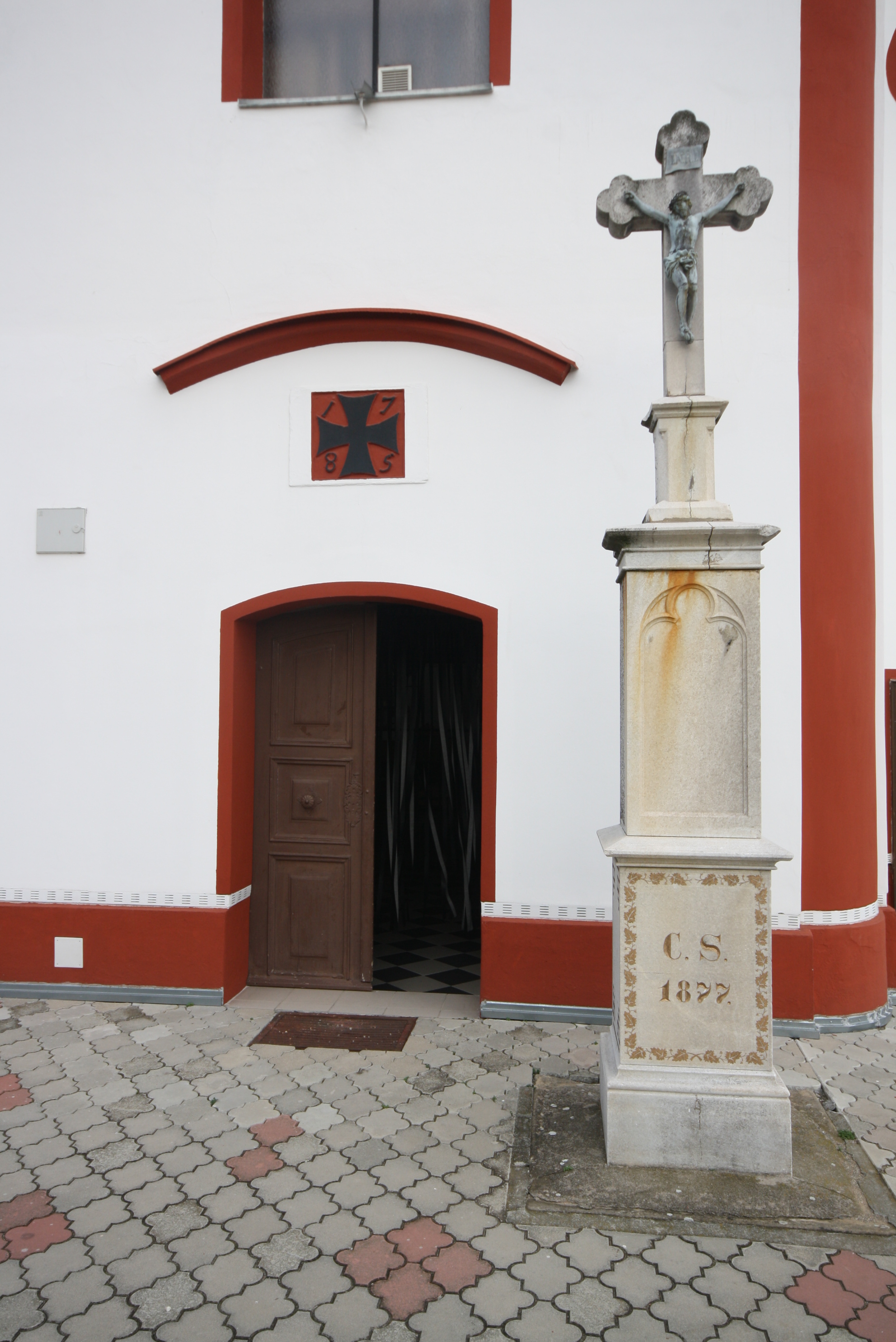
Kříž z roku 1877
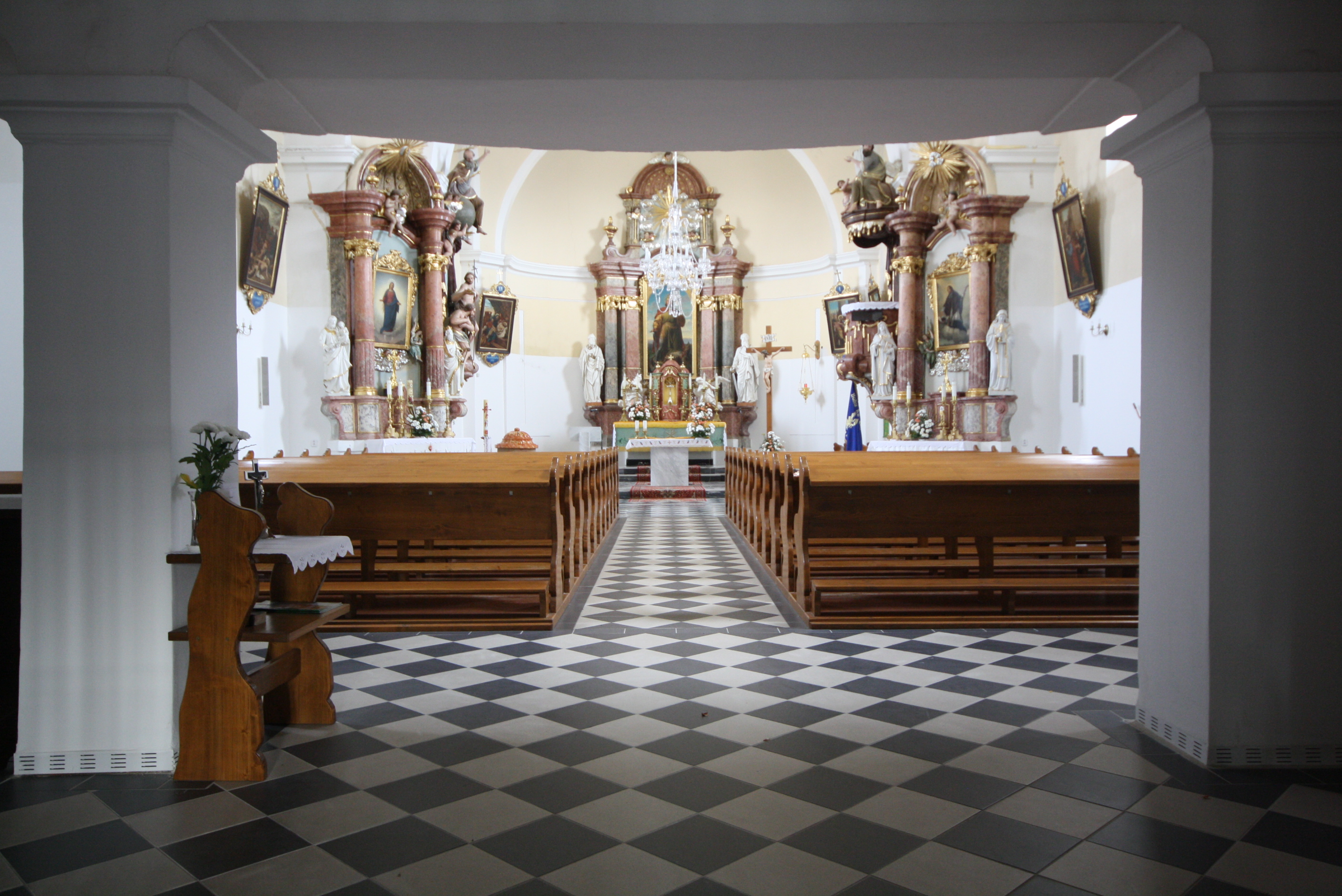
Interiér kostela
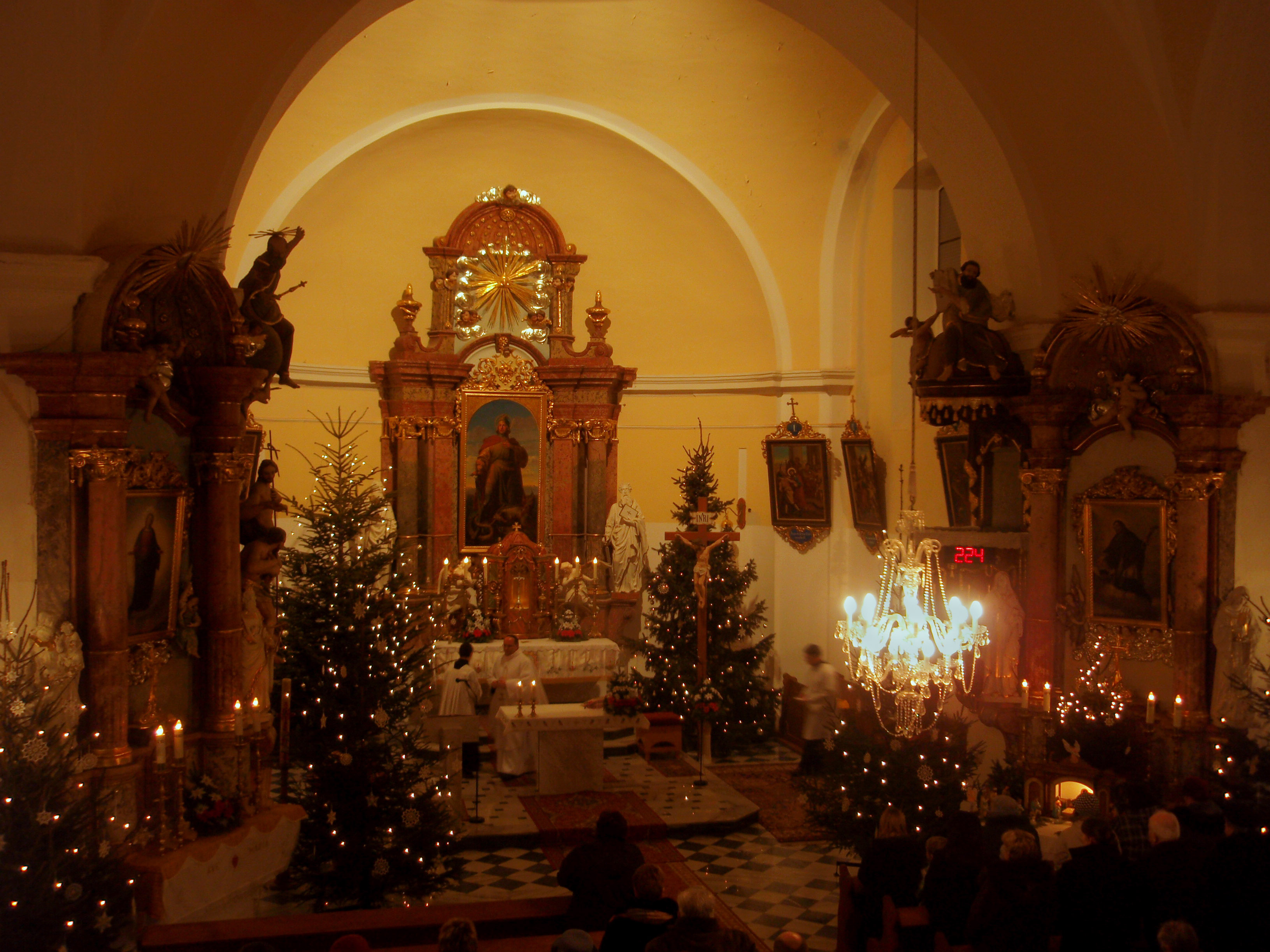
Pohled na vánoční interiér z kůru